# Atossa
Atossa (altgriechisch Ἄτοσσα, altpersisch Hutausā/Hutauthā; * 550 v. Chr.; † 475 v. Chr.) war die älteste Tochter von Kyros II. und der Kassandane; ihr Name bedeutet „Gutes schenkend“.

## Leben
Sie war zunächst mit ihrem Halbbruder Kambyses II. verheiratet. Geschwisterehen, bereits im Reich Elam üblich, von den Persern übernommen, sollten die Abstammung rein halten und wurden deswegen von den Griechen verspottet. Sie galt als die gebildetste Frau am Hofe – sie konnte schreiben – und stand der Palastverwaltung vor. Nach Kambyses’ II. Tod wurde sie vom Mager Gaumata geehelicht, um nach dessen Tod von Dareios I. ebenso zur Hauptgemahlin und Vorsteherin des Harems ernannt zu werden. Abgesehen von Atossa, die als Ehefrau von Darius fungierte, existierten auch Artystone (Atossas Schwester) und Parmys (Smerdis' Tochter und Kyros' Enkelin). Gemäß Sandison ist Atossa als die authentische Königin zu betrachten, während die beiden anderen lediglich Nebenfrauen waren.
Für den Wandel in der Religionspolitik von Dareios zu Xerxes wird auch der Einfluss der Atossa verantwortlich gemacht. Atossa gelingt es, ihren Mann zu überreden, in Griechenland einzufallen. Am darauffolgenden Tag reagiert Dareios I. auf ihre Äußerungen. Auf dieser Grundlage lässt sich konstatieren, dass Frauen „play a salient role in the historical world as Herodotus portrays it“. Atossas Argumentation gründet auf der Prämisse, dass das Vertrauen der Bürger in seine Rolle durch die Ausführung der Tat gestärkt werden würde (Hdt. 3.134) – „so that the Persian might understand that their ruler is a real man“ (Hdt. 3.134.2).
Herodot (VII,3) behauptet über sie: „Atossa setzte alles durch, was sie wollte.“ Herodot erzählt auch, es sei dem griechischen Arzt Demokedes gelungen, Atossa von einer Brusterkrankung (vielleicht Mastitis, jedenfalls sicher kein Brustkrebs) zu heilen. Die Königin kontaktierte Demokedes erst zu einem späteren Zeitpunkt, da sie sich für ihren gesundheitlichen Zustand schämte. „While it was small, she hid it and did not tell anyone about it, out of shame, but later, when she was in pain, she sent for Democedes and showed it to him“ (Hdt. 3.133.1). Damocedes hatte die Möglichkeit, die für die Heilung der Königin vorgesehene Belohnung selbst zu bestimmen. Von essentieller Bedeutung war, dass es sich nicht um eine Angelegenheit handelte, die ihren guten Ruf in Schande ziehen könnte. Er bat Atossa um Unterstützung bei seiner Rückkehr nach Griechenland, was schließlich auch gelang, da Dareios ihn vor dem Einmarsch in Griechenland auf eine Erkundungsreise schickte. Nach ihrer Heilung lebte Atossa ein normales Leben.
Allerdings ist Herodots Darstellung stark umstritten. Der Oxforder Altertumswissenschaftler Malcolm Davies vertritt die Hypothese, der Name Atossa und die über sie überlieferten Nachrichten seien von Herodot erfunden und die tatsächliche Mutter des Xerxes sei unbekannt. Davies weist darauf hin, dass Ktesias von Knidos nichts von Atossa weiß und dass ihr Name auf der Behistun-Inschrift fehlt.
Der griechische Tragiker Aischylos verarbeitete die Gestalt der Atossa literarisch in seinem Drama Die Perser. Er nennt ihren Namen im Text nicht, sondern bezeichnet sie nur als „die Königin“. Die einzige Erwähnung ihres Namens vor Vers 159 kann aus einem Scholion stammen, das nicht zum ursprünglichen Text gehörte, sondern später in ihn eingefügt wurde.

### Söhne der Atossa mit Dareios I.
(Quelle: )
- Xerxes I.
- Achaimenes
- Hystaspes
- Masistes

## Eponyme
Der Asteroid (810) Atossa ist nach ihr benannt.